# Saison 2016 de la NFL
Navigation
Édition précédente Édition suivante
La saison 2016 de la NFL est la 97e de l'histoire de la National Football League. 
Elle débute le jeudi 8 septembre 2016 lors de l'annuel Kickoff Game au Sports Authority Field at Mile High où le champion sortant, les Broncos de Denver, accueille les Panthers de la Caroline, premier remake du Super Bowl en tant que match d'ouverture depuis 1970.
La saison se termine le 5 février 2017 au NRG Stadium de Houston au Texas avec le Super Bowl LI.
Pour la première fois depuis 1997 où les Oilers de Houston avaient émigré à Nashville dans le Tennessee, une franchise déménage. En effet, les Rams de Saint-Louis quittent le Missouri pour retourner s'installer à Los Angeles en Californie (ils y avaient joué de 1946 à 1994) où ils deviennent les Rams de Los Angeles,.

## Pré-saison
Les camps d'entraînement (Training Camps) de la saison 2016 débutent fin juillet jusqu'en août. Les équipes ne peuvent débuter ces camps que maximum 15 jours avant leur premier match de pré-saison.
Chaque équipe joue au moins 4 matchs de pré-saison. Le premier est le traditionnel Pro Football Hall of Fame Game du dimanche 7 août au soir lequel oppose les Packers de Green Bay aux Colts d'Indianapolis. La fin des matchs de pré-saison est fixé au mardi 1er septembre, une semaine avant le début de la saison régulière.

### Draft
La draft se déroule cette saison du 28 au 30 avril 2016.

### Nouveaux stades

#### Falcons d'Atlanta
Les Falcons d'Atlanta joueront leur 25e et dernière saison au Georgia Dome avant d'émigrer vers le Mercedes-Benz Stadium qui sera inauguré à l'aube de la saison NFL 2017.

#### Vikings du Minnesota
Les Vikings du Minnesota joueront au U.S. Bank Stadium dans la ville basse de Minneapolis. Le début de la construction d'un nouveau stade situé dans le centre de Minneapolis est prévu dès le début de la saison 2016. Il se situera sur l'ancien terrain des Vikings l'Hubert H. Humphrey Metrodome lequel avait été démoli après la saison NFL 2013. En août 2015, un ouvrier travaillant sur le site du nouveau stade décède à cause de la chute d'une partie de la structure du toit.

#### Rams de Los Angeles

##### Déménagement depuis Saint-Louis
La NFL avait décidé d'organiser un vote le 12 janvier 2016 au sujet de l'opportunité de déménager une ou deux de ses franchises existantes dans la banlieue de Los Angeles en Californie. Un dédommagement de 550 millions $ était prévu par la ligue pour toute équipe acceptant ce déménagement.
Le 4 janvier, trois équipes proposent de déménager à Los Angeles : les Raiders d'Oakland , les Chargers de San Diego, et les Rams de St. Louis. Toutes ces équipes avaient déjà séjourné par le passé à Los Angeles.
Le 12 janvier, après trois tours de scrutins, la ligue approuve la relocalisation des Rams à Inglewood. Elle indique également que les Chargers pourraient partager le même stade s'ils décidaient d'émigrer vers Los Angeles. Finalement, les Raiders d'Oakland et les Chargers de San Diego renoncent pour cette saison au déménagement de leur franchise mais ne rejettent pas complètement l'idée de rejoindre la première ville de Californie dans les années à venir. Les Rams quant à eux, joueront leurs trois premières saisons au Los Angeles Memorial Coliseum, pendant la construction de leur nouveau stade, le City of Champions Stadium ne soit construit à Inglewood. Entre 1946 et 1979, cette franchise avait joué au Coliseum de Los Angeles.

##### Contexte du déménagement
Les Rams et la Saint-Louis CVC (Convention & Visitors Commission) commencent à négocier afin que leur stade (l'Edward Jones Dome), grâce à des aménagements, puisse devenir un des 25 meilleurs stade de la ligue. Selon les termes de la convention de location du stade, des aménagements devaient être réalisés en ce sens en 2005. Ces travaux ne furent pas effectués. La ville de Saint-Louis, dans les années suivantes, apporte des modifications aux marquoirs et augmente l'éclairage naturel en remplaçant certains panneaux par des fenêtres. Néanmoins, l'ambiance générale reste sombre. Les rénovations mineures (ayant néanmoins coûté environ 70 Millions $) n'améliorent pas le stade dans les spécifications requises dans le cadre du contrat de location.
Le 11 février 2013, un collège d'experts conclut que l'Edward Jones Dome ne figurait pas dans le top 25 des stades de la NFL comme l'exigeaient les termes de l'accord de location entre les Rams et le CVC. En outre, les quelque 700 millions $ exigés par les Rams pour la mise aux normes du stade ont été estimés tout à fait raisonnables par rapport aux termes de l'accord de location. Enfin, la ville de Saint-Louis est condamnée à payer les honoraires des avocats des Rams (environ 2 millions $). La ville, le comté et les fonctionnaires de l'État déclareront qu'ils ne désirent plus fournir de fonds supplémentaires à l'aménagement de l'Edward Jones Dome, étant toujours occupés à rembourser une précédente somme d'environ 300 millions. Dès lors, si aucune solution n'était trouvée au terme de la saison 2014-2015, les Rams devenaient libre d'annuler leur bail et pourraient alors déménager. 
Le 31 janvier 2014, le Los Angeles Times et le St. Louis Post-Dispatch rapportent que le propriétaire des Rams, Stan Kroenke, venait d'acheter un terrain de 60 acres contigus au Forum d'Inglewood dans la banlieue de Los Angeles sur lequel pourrait être érigé un nouveau stade. Le prix était estimé à environ 90-100 millions US$. Roger Goodell, commissionnaire de la NFL, confirma que Kroenke avait informé la ligue de cet achat comme il était obligatoire de le faire pour chaque propriétaire de franchise NFL. Cette information confirmait les rumeurs d'un retour des Rams dans le Sud de la Californie. Le terrain était préalablement destiné à l'installation d'une grande surface mais la société Walmart ne put réunir les divers permis pour construire leur bâtiment. Il est à signaler que Kroenke est marié à Ann Walton Kroenke, membre de la famille Walton propriétaire de la société Walmart,,.
Le 5 janvier 2015, le Los Angeles Times annonce que Stan Kroenke et le groupe Stockbridge Capital développent un partenariat dans l'élaboration d'un nouveau stade NFL qui serait propriété de Kroenke. Le projet serait un stade de 80 000 places avec une salle de spectacle de 6 000 places érigé au sein de l'Hollywood Park. L'ensemble comprendrait un maximum de 271 000 m2 de surface commerces, de 270 000 m2 d'espace de bureaux, de 2 500 nouveaux logements, d'un hôtel de 300 chambres et de 25 acres de parcs publics avec des terrains de jeux, des espaces ouverts et des accès aisés réservés aux piétons et cyclistes. Le stade pourrait être opérationnel en 2019 si la ville de St Louis n'acceptait pas la rénovation de son stade pour le 9 janvier 2015. Le 24 février 2015, le conseil municipal de la ville d'Inglewood approuve la décision de construction du stade et indique que les travaux devraient débuter en décembre 2015. 
Le 21 décembre 2015, la construction débute au Hollywood Park. Le 4 janvier 2016, alors que les Rams de Saint-Louis affichent la pire moyenne de spectateurs par match au cours de la saison 2015, la franchise dépose officiellement à la NFL, une demande de relocalisation à Los Angeles et publie un communiqué en ce sens sur son site web.  
Le 12 janvier 2016, la NFL accepte cette relocalisation et la construction du nouveau stade, le  City of Champions Stadium à Inglewood.

### Changements de règles majeurs
Les nouvelles règles suivantes ont été approuvées pour la saison 2016 de la NFL lors d'un congrès s'étant tenu entre les propriétaires des franchises les 22 et 23 mars 2016,,,  .
- À la suite d'un touchback sur kickoff, le drive commencera sur la ligne des 25 yards, et non 20 yards comme précédemment. (règle en test pendant 1 an).
- Les chops blocks sont désormais totalement illégaux.
- Les transformations de touchdowns (PATs) sont définitivement déplacées sur la ligne des 15 yards.
- La zone de plaquage considérée comme un horse-collar tackle vient d’être étendue de l’intérieur du col jusqu'au nom du joueur dans le dos. Avant, il fallait avoir la main dans l’intérieur du col et tirer vers le bas en arrière pour être pénalisé d’un HCT. Désormais agripper le maillot au niveau du nom du joueur sera aussi pénalisé.
- Les playcallers pourront utiliser la communication coach/joueur, qu’ils soient sur le bord de la touche ou dans les tribunes.
- L'illegal touching par un receveur qui est sorti du terrain n’est plus une pénalité de 5 yards mais une perte de tentative. Cette faute intervient quand un receveur sort du terrain (volontairement ou non), y revient et touche la balle sans qu’aucun autre joueur ne l’ait touchée entre le Quarterback et lui. La NFL rejoint ainsi la NCAA sur cette règle.
- Une équipe demandant un temps mort dans une situation où elle n’a pas le droit sera pénalisée pour delay of game (retard de jeu).
- Lorsqu'il y a une double faute lors d’un changement de possession, toutes les fautes seront appliquées à partir d’un seul endroit et non plusieurs.
- La dénomination d’IR avec retour ne doit désormais plus être obligatoirement faite au moment de la mise sur IR mais pourra avoir lieu aussi lors de la réactivation du joueur choisi.
- Un joueur pénalisé pour deux unsportsmanlike conducts (fautes antisportives) sera exclu du match (règle en test pendant 1 an).

### Changements d'entraîneurs

#### Avant la saison
- Browns de Cleveland : Mike Pettine, viré[20], est remplacé le 13 janvier 2017 par Hue Jackson. Ce dernier était le coordinateur offensif des Bengals de Cincinnati en 2015 et avait auparavant déjà été entraîneur principal des Raiders d'Oakland en 2011[21].
- Dolphins de Miami : Joe Philbin, viré, avait été remplacé par Dan Campbell (intérimaire) en cours de saison 2015. Ce dernier est remplacé par Adam Gase le 9 janvier 2016 lequel était le coordinateur offensif des Bears de Chicago en 2015. Âgé de 37 ans, il devient ainsi le plus jeune entraîneur principal en activité de la NFL[22].
- Giants de New York : Tom Coughlin démissionne[23] et est remplacé le 14 janvier 2017 par Ben McAdoo, lequel était coordinateur offensif de l'équipe depuis 2014[24].
- Eagles de Philadelphie : Chip Kelly, viré en cours de saison 2015[25], avait été remplacé par Pat Shurmur (intérimaire).  Ce cernier est remplacé le 18 janvier 2016 par Doug Pederson, ancien coordinateur offensif des Chiefs de Kansas City lors des trois dernières saisons (il avait aussi joué comme QB pour les Eagles)[26].
- 49ers de San Francisco : Jim Tomsula, viré[27], est remplacé le 14 janvier 2016 par Chip Kelly ancien entraîneur principal des Eagles de Philadelphie lors des 3 dernières saisons[28].
- Buccaneers de Tampa Bay : Lovie Smith, viré[29] est remplacé le 14 janvier 2016 par Dirk Koetter ancien coordinateur offensif de l'équipe depuis 2015[30].
- Titans du Tennessee : Ken Whisenhunt, viré en cours de saison 2015[31] avait été remplacé par Mike Mularkey, coach des Tight end de l'équipe. Ce dernier est confirmé officiellement comme entraîneur principal le 17 janvier 2016[32].

#### Pendant la saison
- Rams de Los Angeles :
  - Jeff Fisher est remercié et remplacé par John Fassel. Bien qu'il ait obtenu une extension de contrat de 2 ans avant la saison, Fisher est viré en cours de saison alors que la franchise possède un bilan de 4 victoires pour 9 défaites. Son bilan global à la tête de la franchise aura été de 31 victoires, 45 défaites et 1 nul (moyenne de 41,4 %). Sous sa direction, les Rams n'auront jamais fait mieux qu'un bilan de 7 victoires-8 défaites-1 nul obtenu lors de la saison 2012[33]. Fassel est le fils de Jim Fassel, ancien entraîneur principal en NFL. Il était l'entraîneur des équipes spéciales des Rams depuis 2012.

- Jaguars de Jacksonville :
  - Gus Bradley est remercié et remplacé par Doug Marrone. Bradley est viré après quatre saisons et un bilan global de 14 victoires pour 48 défaites (22,6 %) sans participation aux playoffs[34]. Marrone, qui était entraîneur de la ligne offensive des Jaguars, avait auparavant été entraîneur principal des Bills de Buffalo en 2013 et 2014[35].

- Bills de Buffalo :
  - Rex Ryan est remercié et remplacé par Anthony Lynn. Ryan est remplacé après deux saisons et un bilan de 15 victoires pour 16 défaites sans apparition en playoffs. Son jumeaux et assistant Rob Ryan est également remercié[36]. Lynn avait commencé la saison comme entraîneur des running back avant de devenir coordinateur offensif à la suite du limogeage de Greg Roman en 3e semaine. Il assure ensuite l'intérim en remplacement de Rex Ryan[37].

## Calendrier
La saison se compose de 256 matchs de saison régulière avant les playoffs, répartis sur 17 semaines. Chaque équipe joue 16 matchs de saison régulière sur 17 semaines avec une semaine de repos. Les équipes jouent à deux reprises leurs trois adversaires de division sur des matchs aller-retour et affrontent une seule fois les quatre adversaires d'une autre division de la même conférence et quatre autres d'une division de l'autre conférence selon un calendrier préétabli (voir plus bas). Elles affrontent aussi une équipe de chacune des deux autres divisions de leur conférence (équipes ayant fini la saison dernière à la même place dans leur division).
La saison régulière se terminera le 1er janvier 2017. Les 32 équipes joueront ces 16 dernières rencontres qui, depuis la saison 2010, sont toutes des matchs d'inter-division.

### Matchs intra-conférence
- AFC North - AFC East
- AFC South - AFC West
- NFC North - NFC East
- NFC South - NFC West

### Matchs inter-conférence
- AFC East - NFC West
- AFC North - NFC East
- AFC South - NFC North
- AFC West - NFC South

### Série internationale
4 matchs se sont joués hors des États-Unis cette saison, dans le cadre de la série internationale :
- Londres, Angleterre (stade de Wembley), le dimanche 2 octobre, Jaguars de Jacksonville - Colts d'Indianapolis
- Londres, Angleterre (stade de Twickenham), le dimanche 23 octobre, Rams de Los Angeles - Giants de New York
- Londres, Angleterre (stade de Wembley), le dimanche 30 octobre, Bengals de Cincinnati - Redskins de Washington
- Mexic, Mexique (stade Azteca) : le lundi 21 novembre, Raiders d'Oakland - Texans de Houston

### Les playoffs
Les playoffs débuteront avec les matchs de Wild Card les samedi 7 et dimanche 8 janvier 2017. 
Les vainqueurs de ces matchs joueront ensuite chez les équipes classées premières de leurs conférence lors du tour suivant (Divisional round), celui-ci se déroulant les samedi 14 et dimanche 15 janvier 2017.
Les finales de conférence (Conference Championships) se dérouleront le dimanche 22 janvier 2017, à 03:05 pm ET sur la FOX pour la NFC et à 06:40 pm ET sur CBS pour l'AFC.
Le Pro Bowl 2017 aura lieu le dimanche 29 janvier 2017 et sera télévisé sur ESPN.
Le Super Bowl LI se déroulera au NRG Stadium de Houston le dimanche 5 février 2017 et sera télévisé sur la FOX.

## Classements de la saison régulière
| z   | Champion de division dispensé de wild-card |
| y   | Champion de division                       |
| w   | Non champion de division, wild-card        |
| *   | Avantage du terrain pendant les playoffs   |
| x   | Qualifié pour les playoffs                 |
| (-) | Numéro de tête de série pour les playoffs  |

| Franchise                                | V  | D  | N | Pct  | Div | Conf | PM  | PE  |
| ---------------------------------------- | -- | -- | - | ---- | --- | ---- | --- | --- |
| (1) Patriots de la Nouvelle-Angleterre y | 14 | 2  | 0 | 87,5 | 5-1 | 11-1 | 441 | 250 |
| (6) Dolphins de Miami w                  | 10 | 6  | 0 | 62,5 | 4-2 | 7-5  | 363 | 380 |
| Bills de Buffalo                         | 7  | 9  | 0 | 43,8 | 1-5 | 4-8  | 399 | 378 |
| Jets de New York                         | 5  | 11 | 0 | 31,3 | 2-4 | 4-8  | 275 | 409 |

| Franchise                | V  | D | N | Pct  | Div | Conf | PM  | PE  |
| ------------------------ | -- | - | - | ---- | --- | ---- | --- | --- |
| (1) Cowboys de Dallas y  | 13 | 3 | 0 | 81,3 | 3-3 | 9-3  | 421 | 306 |
| (5) Giants de New York w | 11 | 5 | 0 | 68,8 | 4-2 | 8-4  | 310 | 284 |
| Redskins de Washington   | 8  | 7 | 1 | 53,1 | 3-3 | 6-6  | 396 | 383 |
| Eagles de Philadelphie   | 7  | 9 | 0 | 43,8 | 2-4 | 5-7  | 367 | 331 |

| Franchise                    | V  | D  | N | Pct  | Div | Conf | PM  | PE  |
| ---------------------------- | -- | -- | - | ---- | --- | ---- | --- | --- |
| (3) Steelers de Pittsburgh y | 11 | 5  | 0 | 68,8 | 5-1 | 9-3  | 399 | 327 |
| Ravens de Baltimore          | 8  | 8  | 0 | 50   | 4-2 | 7-5  | 343 | 321 |
| Bengals de Cincinnati        | 6  | 9  | 1 | 40,6 | 3-3 | 5-7  | 325 | 315 |
| Browns de Cleveland          | 1  | 15 | 0 | 6,3  | 0-6 | 1-11 | 264 | 452 |

| Franchise                  | V  | D  | N | Pct  | Div | Conf | PM  | PE  |
| -------------------------- | -- | -- | - | ---- | --- | ---- | --- | --- |
| (4) Packers de Green Bay y | 10 | 6  | 0 | 62,5 | 5-1 | 8-4  | 432 | 388 |
| (6) Lions de Detroit w     | 9  | 7  | 0 | 56,3 | 3-3 | 7-5  | 346 | 358 |
| Vikings du Minnesota       | 8  | 8  | 0 | 50   | 2-4 | 5-7  | 327 | 307 |
| Bears de Chicago           | 3  | 13 | 0 | 18,8 | 2-2 | 3-9  | 279 | 399 |

| Franchise               | V | D  | N | Pct  | Div | Conf | PM  | PE  |
| ----------------------- | - | -- | - | ---- | --- | ---- | --- | --- |
| (4) Texans de Houston y | 9 | 7  | 0 | 56,3 | 5-1 | 7-5  | 279 | 328 |
| Titans du Tennessee     | 9 | 7  | 0 | 56,3 | 2-4 | 6-6  | 381 | 378 |
| Colts d'Indianapolis    | 8 | 8  | 0 | 50   | 3-3 | 5-7  | 411 | 392 |
| Jaguars de Jacksonville | 3 | 13 | 0 | 18,8 | 2-4 | 2-10 | 318 | 400 |

| Franchise                     | V  | D  | N | Pct  | Div | Conf | PM  | PE  |
| ----------------------------- | -- | -- | - | ---- | --- | ---- | --- | --- |
| (2) Falcons d'Atlanta y       | 11 | 5  | 0 | 68,8 | 5-1 | 9-3  | 540 | 406 |
| Buccaneers de Tampa Bay       | 9  | 7  | 0 | 56,3 | 4-2 | 7-5  | 354 | 369 |
| Saints de La Nouvelle-Orléans | 7  | 9  | 0 | 43,8 | 2-4 | 6-6  | 469 | 454 |
| Panthers de la Caroline       | 6  | 10 | 0 | 37,5 | 1-5 | 5-7  | 369 | 402 |

| Franchise                   | V  | D  | N | Pct  | Div | Conf | PM  | PE  |
| --------------------------- | -- | -- | - | ---- | --- | ---- | --- | --- |
| (2) Chiefs de Kansas City y | 12 | 4  | 0 | 75   | 6-0 | 9-3  | 389 | 311 |
| (5) Raiders d'Oakland w     | 12 | 4  | 0 | 75   | 3-3 | 9-3  | 416 | 385 |
| Broncos de Denver           | 9  | 7  | 0 | 56,3 | 2-4 | 6-6  | 333 | 297 |
| Chargers de San Diego       | 5  | 11 | 0 | 31,3 | 1-5 | 4-8  | 410 | 423 |

| Franchise                 | V  | D  | N | Pct  | Div   | Conf  | PM  | PE  |
| ------------------------- | -- | -- | - | ---- | ----- | ----- | --- | --- |
| (3) Seahawks de Seattle y | 10 | 5  | 1 | 65,6 | 3-2-1 | 6-5-1 | 354 | 292 |
| Cardinals de l'Arizona    | 7  | 8  | 1 | 46,9 | 3-2-1 | 6-5-1 | 462 | 368 |
| Rams de Los Angeles       | 4  | 12 | 0 | 25   | 2-4   | 3-9   | 230 | 438 |
| 49ers de San Francisco    | 2  | 14 | 0 | 12,5 | 2-4   | 2-10  | 309 | 480 |

## Playoffs
À l'issue de la saison régulière, dans chaque conférence, six équipes sont qualifiées pour les playoffs (matchs d'après-saison) : les quatre champions de division et les deux meilleures équipes non-championnes. L'avantage du terrain est donné aux champions de division pour le tour de wild card ; aux deux meilleurs champions de division pour la demi-finale.

### Tableau du tour final
|  | Tour des wild-cards | Tour des wild-cards | Tour des wild-cards |             |           | Playoffs de division | Playoffs de division | Playoffs de division |    |  | Finales de conférence | Finales de conférence | Finales de conférence |     |  | Super Bowl LI | Super Bowl LI | Super Bowl LI |
|  |                     |                     |                     |             |           |                      |                      |                      |    |  |                       |                       |                       |     |  |               |               |               |
|  | 6                   | Miami               | 12                  |             |           |                      |                      |                      |    |  |                       |                       |                       |     |  |               |               |               |
|  | 3                   | Pittsburgh          | 30                  |             |           |                      |                      |                      |    |  |                       |                       |                       |     |  |               |               |               |
|  | 3                   | Pittsburgh          | 30                  |             | 3         | Pittsburgh           | 18                   |                      |    |  |                       |                       |                       |     |  |               |               |               |
|  |                     |                     |                     |             | 3         | Pittsburgh           | 18                   |                      |    |  |                       |                       |                       |     |  |               |               |               |
|  |                     |                     | 2                   | Kansas City | 16        |                      |                      |                      |    |  |                       |                       |                       |     |  |               |               |               |
|  |                     |                     | 2                   | Kansas City | 16        |                      |                      |                      |    |  |                       |                       |                       |     |  |               |               |               |
|  |                     |                     |                     |             |           |                      |                      |                      |    |  |                       |                       |                       |     |  |               |               |               |
|  |                     |                     |                     |             |           |                      |                      |                      |    |  |                       |                       |                       |     |  |               |               |               |
|  |                     |                     |                     |             |           |                      | 3                    | Pittsburgh           | 17 |  |                       |                       |                       |     |  |               |               |               |
|  | AFC                 |                     |                     |             |           |                      | 3                    | Pittsburgh           | 17 |  |                       |                       |                       |     |  |               |               |               |
|  |                     | 1                   | New England         | 36          |           |                      |                      |                      |    |  |                       |                       |                       |     |  |               |               |               |
|  | 5                   | 1                   | New England         | 36          | Oakland   | 14                   |                      |                      |    |  |                       |                       |                       |     |  |               |               |               |
|  | 5                   |                     |                     |             | Oakland   | 14                   |                      |                      |    |  |                       |                       |                       |     |  |               |               |               |
|  | 4                   | Houston             | 27                  |             |           |                      |                      |                      |    |  |                       |                       |                       |     |  |               |               |               |
|  | 4                   | Houston             | 27                  |             | 4         | Houston              | 16                   |                      |    |  |                       |                       |                       |     |  |               |               |               |
|  |                     |                     |                     |             | 4         | Houston              | 16                   |                      |    |  |                       |                       |                       |     |  |               |               |               |
|  |                     |                     | 1                   | New England | 34        |                      |                      |                      |    |  |                       |                       |                       |     |  |               |               |               |
|  |                     |                     | 1                   | New England | 34        |                      |                      |                      |    |  |                       |                       |                       |     |  |               |               |               |
|  |                     |                     |                     |             |           |                      |                      |                      |    |  |                       |                       |                       |     |  |               |               |               |
|  |                     |                     |                     |             |           |                      |                      |                      |    |  |                       |                       |                       |     |  |               |               |               |
|  |                     |                     |                     |             |           |                      |                      |                      |    |  |                       | A1                    | New England           | 34* |  |               |               |               |
|  |                     |                     |                     |             |           |                      |                      |                      |    |  |                       |                       |                       |     |  |               |               |               |
|  |                     | N2                  | Atlanta             | 28          |           |                      |                      |                      |    |  |                       |                       |                       |     |  |               |               |               |
|  | 5                   | N2                  | Atlanta             | 28          | NY Giants | 13                   |                      |                      |    |  |                       |                       |                       |     |  |               |               |               |
|  | 5                   |                     |                     |             | NY Giants | 13                   |                      |                      |    |  |                       |                       |                       |     |  |               |               |               |
|  | 4                   | Green Bay           | 38                  |             |           |                      |                      |                      |    |  |                       |                       |                       |     |  |               |               |               |
|  | 4                   | Green Bay           | 38                  |             | 4         | Green Bay            | 34                   |                      |    |  |                       |                       |                       |     |  |               |               |               |
|  |                     |                     |                     |             | 4         | Green Bay            | 34                   |                      |    |  |                       |                       |                       |     |  |               |               |               |
|  |                     |                     | 1                   | Dallas      | 31        |                      |                      |                      |    |  |                       |                       |                       |     |  |               |               |               |
|  |                     |                     | 1                   | Dallas      | 31        |                      |                      |                      |    |  |                       |                       |                       |     |  |               |               |               |
|  |                     |                     |                     |             |           |                      |                      |                      |    |  |                       |                       |                       |     |  |               |               |               |
|  |                     |                     |                     |             |           |                      |                      |                      |    |  |                       |                       |                       |     |  |               |               |               |
|  |                     |                     |                     |             |           |                      | 4                    | Green Bay            | 21 |  |                       |                       |                       |     |  |               |               |               |
|  | NFC                 |                     |                     |             |           |                      | 4                    | Green Bay            | 21 |  |                       |                       |                       |     |  |               |               |               |
|  |                     | 2                   | Atlanta             | 44          |           |                      |                      |                      |    |  |                       |                       |                       |     |  |               |               |               |
|  | 6                   | 2                   | Atlanta             | 44          | Détroit   | 6                    |                      |                      |    |  |                       |                       |                       |     |  |               |               |               |
|  | 6                   |                     |                     |             | Détroit   | 6                    |                      |                      |    |  |                       |                       |                       |     |  |               |               |               |
|  | 3                   | Seattle             | 26                  |             |           |                      |                      |                      |    |  |                       |                       |                       |     |  |               |               |               |
|  | 3                   | Seattle             | 26                  |             | 3         | Seattle              | 20                   |                      |    |  |                       |                       |                       |     |  |               |               |               |
|  |                     |                     |                     |             | 3         | Seattle              | 20                   |                      |    |  |                       |                       |                       |     |  |               |               |               |
|  |                     |                     | 2                   | Atlanta     | 36        |                      |                      |                      |    |  |                       |                       |                       |     |  |               |               |               |
|  |                     |                     | 2                   | Atlanta     | 36        |                      |                      |                      |    |  |                       |                       |                       |     |  |               |               |               |
|  |                     |                     |                     |             |           |                      |                      |                      |    |  |                       |                       |                       |     |  |               |               |               |

(*) Indique les victoires en prolongation.

## Événements majeurs

### Fin duDeflategate
En mai 2015, un rapport met en évidence qu'il est « plus que probable » que des employés des Patriots ont dégonflé intentionnellement des ballons face aux Colts et que Tom Brady était au courant. L'enquête souligne également que Bill Belichick et les autres membres de la franchise ignoraient sans doute la situation. Quelques jours plus tard, la NFL suspend Tom Brady pour 4 matchs, la franchise des Patriots perd deux tours de la draft 2016 et écope d'une amende record d'un million de dollars. Le 3 septembre, quelques jours avant le début de la nouvelle saison, un juge fédéral annule la suspension de Brady. La NFL annonce son intention de faire appel, mais cette action n'étant pas suspensive, Tom Brady commence la saison 2015 sur le terrain. Le 25 avril 2016, le Deflategate connait son dénouement final : la Cour d'appel réinstaure la suspension. Tom Brady annonce le 15 juillet qu'il ne fera pas appel de sa suspension de quatre matches .

### Protestations lors de l'hymne national
En 2016, plusieurs sportifs professionnels ont protesté lors de l'hymne national américain (Le Star-Spangled Banner) joué avant chaque début de match. En NFL, la toute première manifestation est constatée juste avant le troisième match de pré-saison. Le quarterback des 49ers de San Francisco, Colin Kaepernick, reste assis sur son banc alors qu'il est de tradition de se lever pendant l'hymne national. Il faut signaler qu'il avait agi de la même façon lors des deux premiers matchs de pré-saison mais son geste était alors passé tout à fait inaperçu.
Cette façon de protester a suscité des réactions mitigées et se sont ensuite propagées à d'autres ligues sportives des États-Unis.
Les décès de Terence Crutcher et Keith Lamont Scott en septembre 2016 survenus à la suite d'interventions de police ont d'une part renforcé le soutien à ce type de protestation et ont simultanément fait taire quelques critiques. Kaepernick, à propos du tir de police à l'encontre de Terence Crutcher, déclare : « C'est un parfait exemple de ce dont il s'agit ».

## Récompenses
À l'issue de la saison, plusieurs récompenses sont remises :
- Meilleur joueur : Matt Ryan, QB, Atlanta Falcons
- Joueur offensif de l'année : Matt Ryan, QB, Atlanta Falcons
- Joueur défensif de l'année : Khalil Mack, DE, Oakland Raiders
- Rookie offensif de l'année : Dak Prescott, QB, Dallas Cowboys
- Rookie défensif de l'année : Joey Bosa, DE, San Diego Chargers
- Entraîneur de l'année : Jason Garrett, Dallas Cowboys
- Revenant de l'année : Jordy Nelson, WR, Green Bay Packers

- Gagnant du trophée Walter Payton de l'année : 
  - Larry Fitzgerald, WR, Arizona Cardinals
  - Eli Manning, QB, New York Giants

- La classe 2017 du Hall Of Fame :
  - Morten Andersen, K, Saints/Falcons/Giants/Chiefs/Vikings
  - Kenny Easley, S, Seahawks
  - Terrell Davis, RB, Broncos
  - Jerry Jones, Propriétaire, Cowboys
  - Jason Taylor, DE, Dolphins/Redskins/Jets
  - LaDainian Tomlinson, RB, Chargers/Jets
  - Kurt Warner, QB, Rams/Giants/Cardinals

Les joueurs suivants ont été sélectionnés dans l'équipe type n° 1 All-Pro de l'Associated Press :
| Attaque            | Attaque                                        |
| ------------------ | ---------------------------------------------- |
| Quarterback        | Matt Ryan , Atlanta                            |
| Running back       | Ezekiel Elliott, Dallas                        |
| Backfield Offensif | David Johnson, Arizona                         |
| Wide receiver      | Antonio Brown, Pittsburgh Julio Jones, Atlanta |
| Tight end          | Travis Kelce, Kansas City                      |
| Left tackle        | Tyron Smith, Dallas                            |
| Left guard         | Kelechi Osemele, Oakland                       |
| Center             | Travis Frederick, Dallas                       |
| Right guard        | Zack Martin, Dallas                            |
| Right tackle       | Jack Conklin, Tennessee                        |

| Défense          | Défense                                                   |
| ---------------- | --------------------------------------------------------- |
| Defensive end    | Khalil Mack, Oakland Vic Beasley, Atlanta                 |
| Defensive tackle | Aaron Donald, Los Angeles Damon Harrison, New York Giants |
| Linebacker       | Von Miller, Denver Bobby Wagner, Seattle Sean Lee, Dallas |
| Cornerback       | Aqib Talib, Denver Marcus Peters, Kansas City             |
| Safety           | Landon Collins, New York Giants Eric Berry, Kansas City   |

| Kicker          | Justin Tucker, Baltimore         |
| Punter          | Johnny Hekker, Los Angeles       |
| Kick returner   | Cordarrelle Patterson, Minnesota |
| Équipe spéciale | Matthew Slater, New England      |